# فينيرا 9
فينيرا 9 هو مسبار فضاء سوفيتي أطلق ضمن مشروع فينيرا لاستكشاف كوكب الزهرة في 8 يونيو 1975 عند الساعة 02:38:00 حسب التوقيت العالمي. بلغ وزنه 4,936. تألف من قسمين القسم الأول المركبة المدارية والتي كانت أول مركبة فضائية توضع في مدار حول الزهرة والثانية الكبسولة الهابطة والتي كانت أول مركبة ترسل صور من سطح كوكب آخر.

## المركبة المدارية
تتكون المركبة من المدارية من إسطوانة مزودة بلوحين شمسيين على الجوانب كما يوجد هوائي كبير على شكل قطع مكافئ يلامس جوانب الإسطوانة. كما توجد وحدة كروية الشكل أسفل الإسطوانة مسؤولة عن دفع المركبة.
دخلت المركبة المدارية مدار الزهرة في 20 أكتوبر 1975. وكانت مهمتها تأمين الاتصال مع مركبة الهبوط ودراسة طبقات الغيوم وبارامترات الغلاف الجوي للزهرة

## المركبة الهابطة
انفصلت مركبة الهبوط عن المدارية في 20 أكتوبر 1975 وهبطت على سطح الزهرة في 22 أكتوبر سنة 1975 عند الساعة 05:13 حسب التوقيت العالمي وكان وزنها 1560 كغ.
كانت أول مركبة فضائية ترسل صور من سطح كوكب آخر وقد حقق البرنامج السوفيتي لاستكشاف الزهرة من خلال مركبات الهبوط نجحات أكثر مما ححقته مركبات الهبوط لبرنامج استكشاف المريخ.
استخدم نظام لتدوير السوائل ضمن المركبة من اجل توزيع الحمل الحراري إضافة إلى مبرد أولي خلال مرحلة الهبوط تسمح بعمل المركبة لمدة 53 دقيقة بعد الهبوط.
قاس فينيرا 9 غيوم بسماكة ما بين 30-40 كم على ارتفاع يتراوح ما بين 30-35 كم. كما قاس التركيب الكيميائي للغلاف الجوي محددا حمض الهيدروكلوريك وحمض الهيدروفلوريك والبروم واليود. كما قاس الضغط السطحي ب 90 ضغط جويودرجة الحرارة السطحية ب 485 درجة مئوية